# Liga Nacional de hockey sobre patines (España)
La Liga Nacional de hockey sobre patines fue la primitiva competición de liga que se disputó en España en este deporte, durante las cinco temporadas comprendidas entre 1964/65 y 1968/69. Estuvo organizada por la Real Federación Española de Patinaje, y dejó de disputarse al implantarse en la temporada 1969/70 el actual sistema de ligas dividido en tres categorías nacionales: División de Honor, Primera División y Segunda División.
Su creación tuvo como objeto promover el crecimiento del hockey sobre patines fuera de Cataluña, puesto que mientras en esta región este deporte estaba plenamente consolidado con la disputa del prestigioso Campeonato de Cataluña, una verdadera competición de liga dividida en tres niveles que tenía su origen en la temporada 1929/30, en las restantes regiones españolas se disputaban modestos campeonatos regionales y sus principales clubes no tenían ocasión de salir de su ámbito regional salvo cuando disputaban alguna eliminatoria de la Copa del Generalísimo.

## Sistema de competición
A pesar de su denominación, la Liga Nacional de hockey sobre patines no fue una auténtica competición de liga en la cual los equipos compiten entre sí a lo largo de la temporada. Como venía sucediendo en las anteriores temporadas, los equipos catalanes continuaron disputando su liga del campeonato regional y los equipos del resto de España continuaron disputando sus respectivos campeonatos regionales, obteniendo plaza los mejor clasificados en unos y otros campeonatos para disputar la Copa del Generalísimo.
La novedad que aportó esta nueva competición fue que los mejores equipos no catalanes disputaron también la Primera fase de la Liga Nacional por sistema de liga, encuadrados en cuatro grupos suprarregionales en los que competían con los mejores equipos de las regiones vecinas. Los campeones de cada uno de estos grupos se clasificaban para la Fase final, en la que disputaban el título contra los mejores equipos catalanes.

## Primera fase
Se disputaba en seis grupos por sistema de liga a doble vuelta, cuatro de ellos propios de la Liga Nacional, con ocho participantes cada uno, en los que competían los mejores clasificados en los campeonatos regionales, agrupados conforme a las regiones históricas de la época. El campeón de cada grupo se clasificaba para la Fase final. Los dos grupos restantes continuaban siendo las dos primeras divisiones del Campeonato de Cataluña, con catorce equipos cada una, clasificándose para la Fase final los dos primeros clasificados de cada una de ellas:
- Grupo A: Galicia.
- Grupo B: Aragón, Castilla la Nueva, Navarra y Vascongadas.
- Grupo C: Asturias, Castilla la Vieja y Región de León.
- Grupo D: Andalucía, Región de Murcia y Región Valenciana.
- Campeonato de Cataluña de Primera División.
- Campeonato de Cataluña de Segunda División.

## Fase final
Se diputaba en sede única a lo largo de cuatro días entre los ocho equipos clasificados (los dos primeros del Campeonato de Cataluña de Primera División, los dos primeros del Campeonato de Cataluña de Segunda División, y los cuatro campeones suprarregionales), en dos grupos de cuatro equipos, con una posterior jornada final entre los clasificados en la misma posición en ambos grupos, mediante la cual se determinaba el campeón de la competición y las restantes posiciones. En las dos últimas temporadas se redujo la Fase final a solo cuatro equipos: los dos primeros de la primera división catalana, más los dos primeros de una liguilla entre los campeones de los tres grupos suprarregionales.
Los equipos catalanes dominaron totalmente la competición, disputando entre ellos todas las finales y ganando todos los partidos disputados contra rivales del resto de España a lo largo de sus distintas ediciones, excepto un empate en la última edición.

## Historial
| Edición | Año  | Equipos F. Previa | F. Final |                    | Clasificación Primero | Segundo                | Tercero            | Cuarto |
| I       | 1965 | 56                | 8        | Club Patí Voltregà | Reus Deportiu         | Inriva San Hipólito    | CH Cerdanyola      |        |
| II      | 1966 |                   | 8        | Reus Deportiu      | Club Patí Vilanova    | Girona Club de Hoquei  | Club Hoquei Mataró |        |
| III     | 1967 |                   | 8        | Reus Deportiu      | Sferic Terrassa       | Club Hoquei Mataró     | C.P. Magnetos      |        |
| IV      | 1968 |                   | 4        | Club Hoquei Mataró | Club Patí Vilanova    | Club Atlético Montemar | Club Patín Mieres  |        |
| V       | 1969 |                   | 4        | Reus Deportiu      | R.C.D. Español        | Club Atlético Montemar | Club Patín Cibeles |        |